# Alejandro Peralta
Alejandro José Peralta Barreto (Asunción, 17 aprile 1991) è un cestista paraguaiano.

## Carriera
Con il Paraguay ha disputato due edizioni dei Campionati americani (2011, 2013).